# وقعة العشيرة

## احداث المعركة
معركة الطارمية هي مواجهة مسلحة وقعت في منطقة الطارمية شمال بغداد، بين الدولة العثمانية وعشيرة البعيّر من قبيلة شمر. أرسلت السلطات العثمانية حملة عسكرية لمعاقبة البعيّر بعد رفضهم دفع الضريبة، فاستعد رجال العشيرة بقيادة دليان العيادة ومذري السراي ومذخر البقار.
دارت المعركة قرب نهر دجلة، واستخدم فيها أبناء العشيرة أساليب الكر والفر والمعرفة الجغرافية، مما أدى إلى وقوع خسائر فادحة في صفوف العثمانيين، قُدرت بـ90 قتيلًا. انتهت المعركة بانتصار عشيرة البعيّر، وانسحاب الجيش العثماني من المنطقة.